# أرفاتشين كافيتا
ارفاشين كافيتا (النطق: ‎[ərvɑːtʃiːn kʌvɪtɑ]‏) هو عمل نقدي عام 1946 للكاتب والشاعر والناقد تريبهوفاندا لوهار [الإنجليزية]، المعروف بالاسم المستعار "سوندارام". يقدم الكتاب مسحًا تاريخيًا ونقديًا للشعر الكجراتية الحديث من عام 1845 إلى 1945.

## المحتوي
الكتاب يقدم مخططاً لتاريخ الشعر الكجراتية الحديث، ويتناول الجداول الرئيسية للشعر الكجراتية الحديث كما تطور خلال فترة تمتد لثمانين عامًا (1845-1945). القصائد التي تم تقييمها هنا مقسمة إلى قسمين: التيار الجديد والتيار القديم.
ويشمل الملحق معلومات حول الترجمات من السنسكريتية والإنجليزية والبنغالية والهندية والأردية؛ وعن بعض مجموعات الغزل والأغاني الشعبية والأغاني الدينية والأشعار والأغاني الوطنية. ويتم تقديم فهرس للكتب والمؤلفين في نهاية الكتاب.

## التأثير
منذ نشره، ظل ارفاشين كافيتا أكبر علامة حاسمة في الأدب الكجراتي. وقد وصف بأنه عمل "كلاسيكي" و"ضخم". حصل الكتاب على جائزة ماهيدا في عام 1946.
وصف الشاعر والناقد الكجراتي منسوخلال جافيري [الإنجليزية] بأنه "فريد ولا مثيل له في الأدب الكجراتي".